# Hugo Guerrero Marthineitz
Hugo Tomás Tiburcio Adelmar Guerrero de Ávila Marthineitz (Lima, 11 de agosto de 1924 - Buenos Aires, 21 de agosto de 2010) fue un locutor y conductor de televisión peruano y de origen materno jamaiquino, quien realizó casi toda su exitosa y extensa carrera en la Argentina, donde fue reconocido como una de las personalidades más innovadores en el medio radial.
Fue censurado en varias ocasiones por gobiernos militares y democráticos del país sudamericano.[cita requerida]

## Biografía
Marthineitz, que solía ser llamado «el peruano parlanchín», comenzó su carrera en Perú, continuando luego en Chile y Uruguay, pero fue en Argentina donde se convirtió en un locutor famoso y admirado por su particular voz grave y su uso de los silencios.
Creó éxitos radiales memorables como El club de los discómanos (Radio El Mundo), Splendid Show (Radio Splendid), El show del minuto (Radio Splendid, Radio Belgrano) y Reencuentro (Radio Continental, FM Horizonte). En TV hizo Con-Cierto Show (1979, por Canal 13), Reencuentro (1994-1995), Sabor y color del Brasil, (1996-1997,ambos por Crónica TV), pero su programa más exitoso se llamó A solas y consistía en entrevistas íntimas a celebridades y personalidades, donde preguntaba sobre todos los temas incluso sexuales, considerados muchas veces tabú por los gobiernos y hasta por la sociedad argentina. También condujo el noticiero nocturno ATC 24 de ATC de 1991 a 1993.
Junto a Cacho Fontana, Héctor Larrea, Carlos Rodari y Antonio Carrizo, integró el grupo de los mejores y más reconocidos locutores de radio de la Argentina de las últimas décadas. En esa época ganaba hasta 20 000 dólares estadounidenses por mes.
Fue protagonista de muchas polémicas debido a su estilo directo y frontal; en 1972 criticó ácidamente la película La valija protagonizada por Luis Sandrini. La esposa de este, Malvina Pastorino lo tildó sarcásticamente de "Mulato" y "Rey de la ensalada".
Luego fue suspendido de la emisora en donde trabajaba.
En 1986 recibió el primer premio Martín Fierro al «mejor programa de televisión por cable» por A solas, que se emitía en vivo y vía satélite a todo el país y limítrofes, siendo el primer programa de estas características.
En 1987 fue galardonado con dos premios Konex en el rubro Comunicación-Periodismo: «premio Konex de platino radial» y un «diploma al mérito radial».
En 1997 se separó de su última pareja. En 2000 se le diagnosticó un cáncer de vejiga, que venció exitosamente.
En 2007 recibió el Premio Éter a la trayectoria. En su vejez vivió con mínimos ingresos, al borde de la indigencia, con la ayuda proporcionada por sus tres hijos —María Gabriela (1963), Diego (1966) y Hugo (1982)—, en un departamento de Buenos Aires del que finalmente fue desalojado en 2009.
En septiembre de 2009 el periodista Mauro Viale lo contrató para participar en su programa en Radio Rivadavia, pero el 7 de mayo de 2010 ambos se pelearon a puñetazos en la puerta de la radio, porque Guerrero sostenía que nunca le pagaron un centavo de su sueldo (reclamaba 7000 pesos, unos 1800 dólares estadounidenses). Viale le pegó un bofetón que envió a Guerrero Marthineitz al suelo, desmayado.
En julio de 2010 fue internado en un hospital neuropsiquiátrico en estado de desnutrición. En la mañana del sábado 21 de agosto de 2010, víctima de un paro cardiorrespiratorio, Guerrero Marthineitz falleció a los 86 años en el Hospital de Clínicas de la ciudad de Buenos Aires (Argentina).

## Obras
Como escritor publicó:
- De hastío, los gatos y los días (1976)
- Señoras y señores, toda esta gente.[14]
- Pasto de sueños (1996)